# Friedrich Knoll (Landrat)
Friedrich  genannt Fritz Knoll (geboren 2. August 1869 in Wiesbaden; gestorben 2. November 1951 in Bad Godesberg) war ein preußischer Landrat.

## Leben
Der promovierte Jurist und Katholik Friedrich Knoll war ein Sohn des Hotelbesitzers und späteren Privatiers Georg Knoll und dessen Ehefrau Susanna Luise Knoll, geborene Lugenbühl. Am 6. Februar 1899 heiratet er in Düsseldorf Rizza Coninx (geboren 20. März 1874 in Düsseldorf), die Tochter des Düsseldorfer Fabrikdirektors Julius Coninx (gestorben 15. Dezember 1908 in Düsseldorf) und dessen Ehefrau Maria Coninx, geborene Schmitz.
Nach dem Abitur des Gymnasiums in Wiesbaden nahm Knoll ein Studium der Rechtswissenschaften in München, Leipzig, Berlin und abschließend Bonn (Immatrikulation 25. April 1891 bis Wintersemester 1891/92) auf. Mit Ablegung des ersten Staatsexamens setzte Huttrop seine juristische Ausbildung nach der Ernennung zum Gerichtsreferendar am 18. Juni 1892 bei dem Amtsgericht Höchst (Vereidigung 1. August 1892) und nachfolgend der Staatsanwaltschaft Wiesbaden fort. In gleicher Stellung wechselte er dann unter Ernennung zum Regierungsreferendar (31. August 1895) in den Preußischen Verwaltungsdienst, wo er bei den Regierungen in Düsseldorf und Wiesbaden Beschäftigung fand. Während dieser Zeit legte er auch das zweite Staatsexamen, bei nachfolgender Ernennung zum Regierungsassessor am 29. November 1898 ab, mit Dienstalter vom 29. Oktober 1897. Zum 1. Januar 1899 wechselte er dann als Hilfsarbeiter an das Landratsamt in Biedenkopf und im Anschluss nach Sorau sowie an die Regierung Stade.
In der Nachfolge des bisherigen Landrats des Kreises Wipperfürth, Adolf von Dalwigk zu Lichtenfels, wurde Knoll mit Erlass vom 10. November 1904 die kommissarische Leitung der Verwaltung des Kreises mit Dienstantritt zum 21. November übertragen. Seine letzte Dienststation trat er im Ersatz für den neuen Oberpräsidenten der Rheinprovinz und vormaligen Landrat des Kreises Rheinbach, Rudolf von Groote an, dessen Stelle er im Mai 1918 zunächst kommissarisch übernahm und auf die er zum 1. Dezember 1918 definitiv versetzt wurde. Der Kreis Rheinbach wurde im Zuge einer Neugliederung zum 1. Oktober 1932 aufgelöst. Im Zuge dieser Reform wurde Knoll am 19. August 1932 und mit Wirkung zum 30. September 1932 zunächst in den einstweiligen Ruhestand und im September 1933 in den Ruhestand versetzt.